# Ситару, Адриан
Адриан Ситару (рум. Adrian Sitaru, 4 ноября 1971) – румынский кинорежиссёр, сценарист, продюсер.

## Биография
Работал ассистентом режиссёра на съемках фильм Коста-Гавраса «Амен». Снял несколько телевизионных фильмов и короткометражных лент, привлекших внимание критики и отмеченных премиями на крупных международных фестивалях. Первый полнометражный фильм показал в 2008.

## Избранная фильмография
- 2007 — Волны/ Valuri (короткометражный; премия BAFTA Шортсфеста в Аспене, премия за лучший короткометражный фильм МКФ в Дрездене, Локарнского МКФ и др.)
- 2008 — На крючке/ Pescuit sportiv (премия за лучший фильм на Буэнос-Айресском международном фестивале независимого кино, главная премия Фестиваля независимого кино в Оренсе, Большая премия жюри МКФ в Палм-Спрингс, специальная премия жюри за режиссуру МКФ в Фессалониках и др.)
- 2010 — Клетка/ Colivia (короткометражный; премия DAAD на Берлинском МКФ, премия за лучший короткометражный фильм МКФ в Варшаве)
- 2011 — С лучшими намерениями/ Din dragoste cu cele mai bune intentii (премия за режиссуру Локарнского МКФ, номинация на Золотого Хьюго МКФ в Чикаго и др.)
- 2012 — Chefu' (короткометражный)
- 2012 — Domestic
- 2014 — Counterpart (короткометражный)